# 机器人比赛

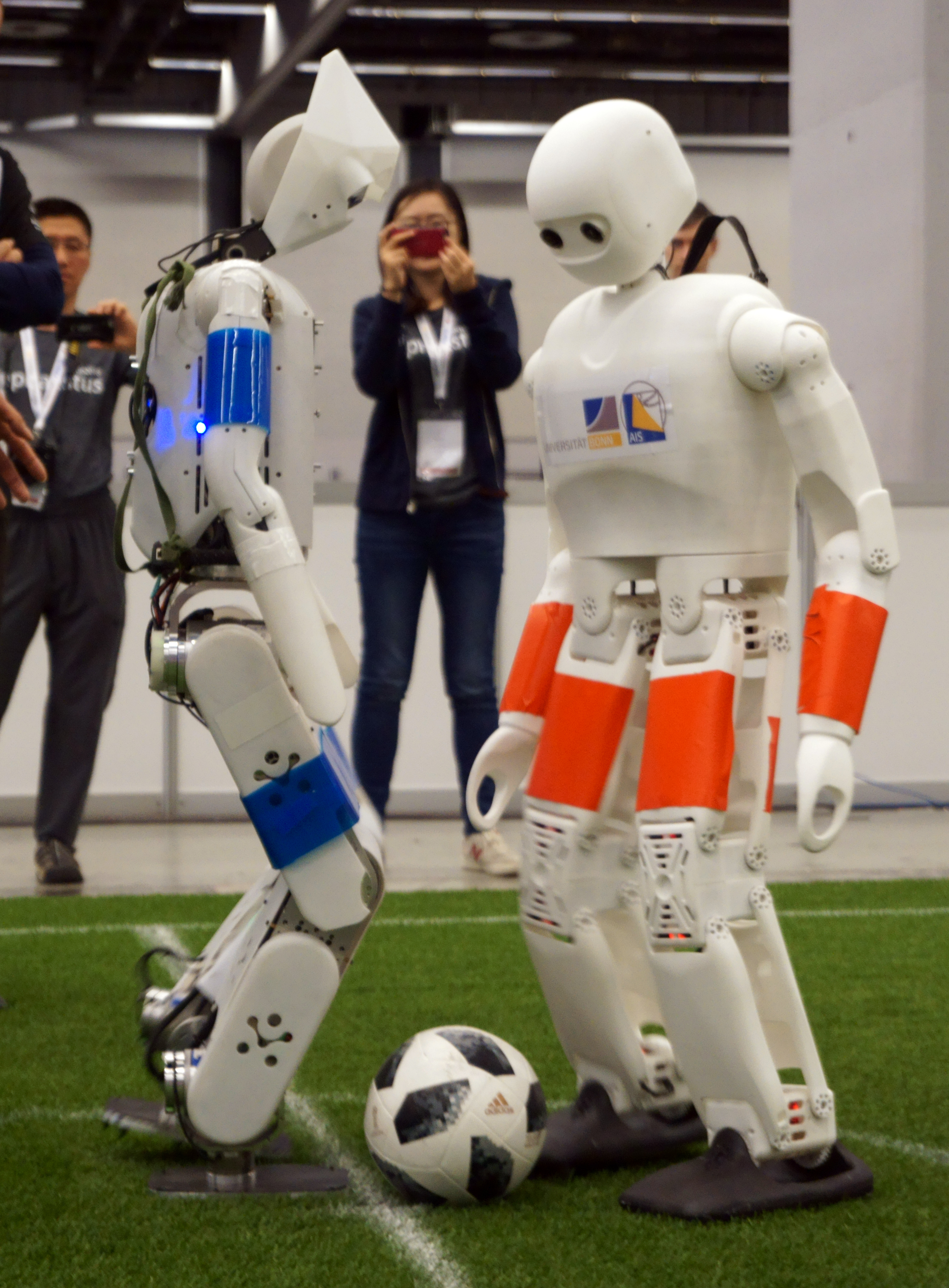
机器人比赛

机器人比赛是一種與機器人有關的比賽。參賽的機器人通過比拼來決出勝負。通過机器人比赛，人們可以评估机器人的性能。很多參賽的機器人來自學校，不過也有其他專業和業餘的參賽者帶著他們的機器人參加比賽。机器人比赛始於20世纪70年代。 